# Mamma Mia! (film)
Mamma Mia! är en brittisk-amerikansk-svensk musikalfilm från 2008 regisserad av Phyllida Lloyd och med manus av Catherine Johnson. Filmen är baserad på musikalen Mamma Mia!, som i sig delvis är byggd på låtar av popgruppen Abba. Filmtiteln är hämtad från gruppens hitlåt Mamma Mia från 1975. I filmen medverkar bland andra Christine Baranski, Pierce Brosnan, Dominic Cooper, Colin Firth, Amanda Seyfried, Stellan Skarsgård, Meryl Streep och Julie Walters. Handlingen följer en ung blivande brud som bjuder tre män på det kommande bröllopet. Var och en av dessa tre skulle kunna vara hennes pappa.
Filmen är till största delen inspelad på ön Skopelos i Grekland mellan augusti och september 2007. Världspremiären ägde rum den 30 juni 2008 på Leicester Square i London.
En uppföljare, Mamma Mia! Here We Go Again, hade premiär i juli 2018.

## Handling
På den grekiska ön Kalokairi avslöjar den 20-åriga blivande bruden Sophie Sheridan för sina brudtärnor Ali och Lisa att hon i hemlighet bjudit tre män på bröllopet utan att tala om det för sin mamma Donna. Enligt Donnas dagbok har alla tre männen haft sex med Donna under den tid då Sophie ska ha kommit till. Det är arkitekten Sam Carmichael, äventyraren och författaren Bill Anderson och bankmannen Harry Bright. Hon vill så gärna att hennes pappa ska överlämna henne på den stora dagen, och tror att hon ska veta vem av dem det är när hon fått umgås med dem.
Donna, som äger en villa hon framgångsrikt driver som hotell, återförenas till sin glädje med sina medlemmar i gruppen Dynamos. Det är den kvicka författarinnan Rosie Mulligan och den rika, flera gånger frånskilda Tanya Chesham-Leigh. När de tre männen kommer avslöjar inte Sophie att hon tror att någon av dem är hennes biologiska pappa, men förklarar att det är hon som har skickat inbjudningarna.
Donna blir paff när hon möter sina gamla älskare och vill att de ger sig av. Hon berättar för Tanya och Rosie att hon faktiskt inte vet vem av dem som är Sophies biologiska pappa. Sophie hittar männen ombord på Bills båt och de seglar runt ön medan de berättar om Donnas sorglösa ungdom. Sophie tänker berätta för sin fästman Sky om sin plan, men vågar inte.
Bill berättar för Sophie att Donna fått pengarna till villan av hans gammelfaster Sofia. Sophie antar att hon är döpt efter Sofia. Hon ber honom överlämna henne och att han ska hålla tyst om det innan bröllopet. Sophies lycka blir kortvarig då Sam och Harry en efter en tar henne åt sidan och berättar att de är hennes biologiska pappa och tänker överlämna henne. Det blir för mycket för Sophie, och hon svimmar.
Dagen därpå tänker Bill och Harry berätta för varandra vad de fått veta natten innan, men Rosie avbryter dem. Donna konfronterar Sophie i tron att Sophie vill ställa in bröllopet. Sophie säger att hon bara inte vill göra samma misstag som sin mamma. Sam, som är orolig för att Sophie ska gifta sig så ung, pratar med Donna. Donna tröstar honom och de inser att de fortfarande har känslor för varandra. Sophie öppnar sig för Sky och ber om hans hjälp. Han blir arg för att Sophie har gått bakom ryggen på honom och hon vänder sig till sin mor för stöd. Donna berättar för sin dotter att hennes egen mor försköt henne när hon blev med barn och Sophie vill att Donna ska överlämna henne.
I kapellet berättar Donna för Sophie och hela församlingen att hennes biologiske far kan vara vem som helst av de tre männen. Männen vill inte att faderskapet ska uppdagas, utan kommer överens om att var och en bli tredjedels-pappa till Sophie. Hon berättar för Sky att hon vill att de skjuter upp bröllopet och reser runt jorden. Sam friar till Donna, som säger ja och de gifter sig.

## Om filmen
- Filmen spelades in sommaren 2007 i Pinewood Studios i London och i den grekiska övärlden. Den hade världspremiär i London den 30 juni 2008, följd av allmän release i Storbritannien den 10 juli samma år.[1]
- Filmen hade Sverigepremiär den 11 juli 2008.[2] På den svenska galapremiären en vecka tidigare var flera av filmens skådespelare och för första gången sedan 1986 alla de fyra medlemmarna i Abba samlade på Hotel Rival.[3]
- Den 18 juli 2008 hade filmen biopremiär i USA.[4]

## Skådespelare

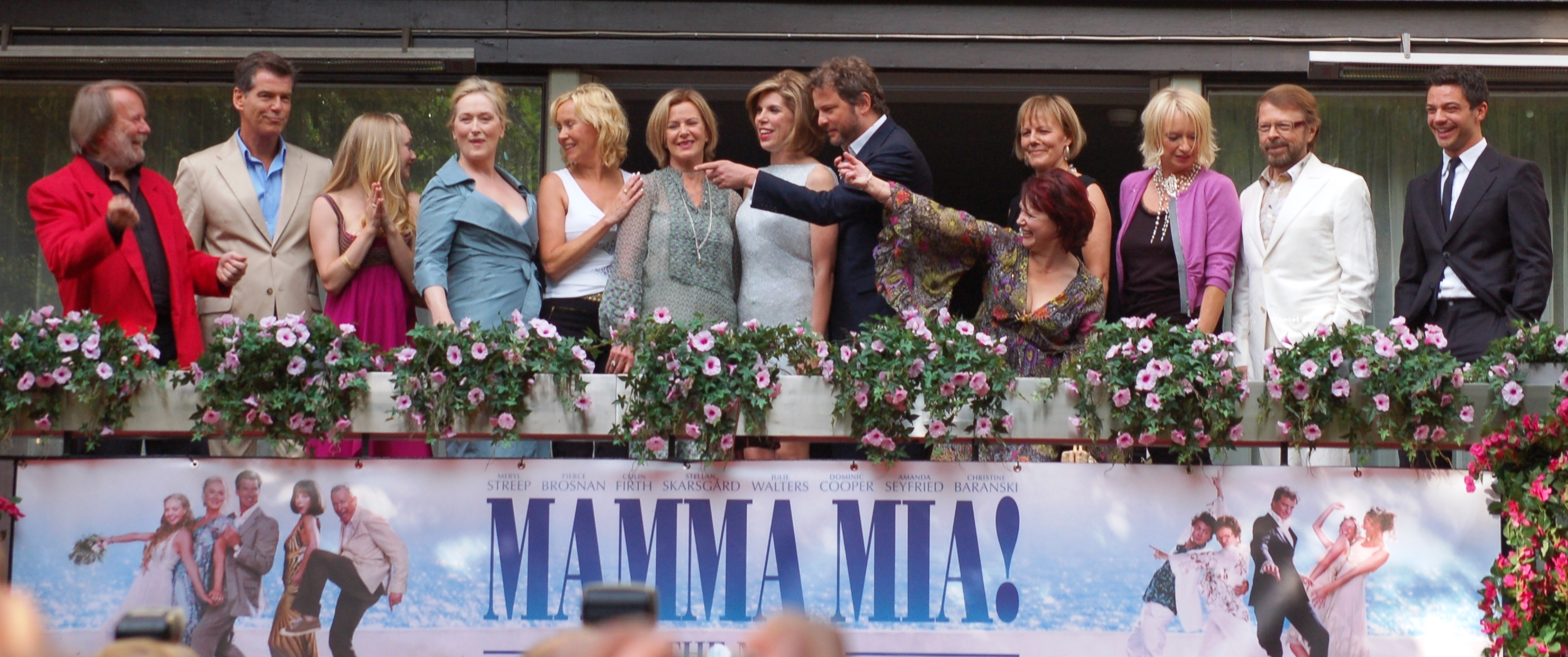
Presentation vid galapremiären 4 juli 2008. Fr.v.: Benny Andersson, Pierce Brosnan ("Sam"), Amanda Seyfried ("Sophie"), Meryl Streep ("Donna"), Agnetha Fältskog, Anni-Frid Lyngstad, Christine Baranski ("Tanya"), Colin Firth ("Harry"), Catherine Johnson (manusförfattare), Phyllida Lloyd (regissör), Judy Craymer (producent), Björn Ulvaeus och Dominic Cooper ("Sky").

| Meryl Streep       | – Donna Sheridan  |
| Amanda Seyfried    | – Sophie Sheridan |
| Pierce Brosnan     | – Sam Carmichael  |
| Colin Firth        | – Harry Bright    |
| Stellan Skarsgård  | – Bill Anderson   |
| Christine Baranski | – Tanya           |
| Julie Walters      | – Rosie           |
| Dominic Cooper     | – Sky             |
| Ashley Lilley      | – Ali             |
| Rachel McDowall    | – Lisa            |
| Philip Michael     | – Pepper          |

## Musiknummer
1. "I Have a Dream" (Jag har en dröm) – Sophie
2. "Honey, Honey" – Sophie, Ali och Lisa
3. "Money, Money, Money" – Donna, Tanya och Rosie
4. "Mamma Mia" – Donna
5. "Chiquitita" – Rosie, Tanya och Donna
6. "Dancing Queen" – Tanya, Rosie och Donna
7. "Our Last Summer" (Sista sommarn) – Harry, Bill, Sam, Sophie och Donna
8. "Lay All Your Love on Me" (I tryggt förvar) – Sky och Sophie
9. "Super Trouper" – Donna, Tanya och Rosie
10. "Gimme! Gimme! Gimme! (A Man After Midnight)" – Sophie, Ali och Lisa
11. "Voulez-Vous" – Donna, Sam, Tanya, Rosie, Harry, Bill, Sky, Ali, Lisa och Pepper
12. "SOS" – Sam och Donna
13. "Does Your Mother Know" (Väntar inte mamma på dig) – Tanya och Pepper
14. "Slipping Through My Fingers" (Kan man ha en solkatt i en bur) – Donna och Sophie
15. "The Winner Takes It All" (Vinnaren tar allt) – Donna
16. "I Do, I Do, I Do, I Do, I Do" (Jag vill, jag vill, jag vill, jag vill, jag vill) – Sam och Donna
17. "When All Is Said and Done" (När allt har blivit sagt) – Sam och Donna
18. "Take a Chance on Me" (Tänk, det känns som vi) – Rosie, Bill, Tanya, Pepper och Harry
19. "Waterloo" – Donna, Rosie, Tanya, Sam, Bill, Harry, Sky och Sophie
20. "Thank You for the Music" (Tack för alla sånger) – Sophie